# 삼성 갤럭시 네오
삼성 갤럭시 네오(Samsung Galaxy Neo)는 삼성전자가 2011년 4월 3일에 대한민국에서만 출시한 안드로이드 스마트폰이다.

## 안드로이드2.2 프로요업그레이드
갤럭시 네오는 2.2.1 프로요를 탑재하여 출시했다.

## 같이 보기
- 삼성 갤럭시 지오
- 삼성 갤럭시 에이스